# Oficina del Líder Supremo de Irán
 La Cámara de Liderazgo ( en persa: بیت رهبری‎ Beit-e Rahbari ; Nombre oficial : Oficina del Líder Supremo de Irán ( en persa: دفتر مقام معظم رهبری‎    ); Daftar-e Magham-e Moazzam-e Rahbari ) es la residencia oficial, la oficina burocrática y el lugar de trabajo principal del Líder Supremo de Irán desde 1989. 
Su estructura es una mezcla de Beit tradicional (oficio religioso de Marja ' ) y la burocracia moderna. La institución está ubicada en el centro de Teherán y está dirigida por Mohammad Mohammadi Golpayegani.

## Vista general
La Oficina del Líder Supremo es utilizada por el Líder Supremo para comunicarse y administrar órdenes a varias otras organizaciones militares, culturales, económicas y políticas. Varios asesores políticos, militares y religiosos trabajan bajo esta oficina. Estos asesores tienen un papel influyente en las decisiones tomadas en todo el país.
Según Ali Motahari, miembro del parlamento de Teherán, la influencia de la Oficina del Líder Supremo en los asuntos del país es tan grande que «el parlamento es efectivamente una rama de la Oficina del Líder Supremo».

## Sanciones
El 24 de junio de 2019, el presidente de los Estados Unidos, Donald Trump, firmó la Orden Ejecutiva 13876, en la que los activos de la Oficina del Líder Supremo de Irán, junto con Alí Jamenei, se congelan después del incidente cerca del Golfo de Omán días antes.